# Gallischer Krieg

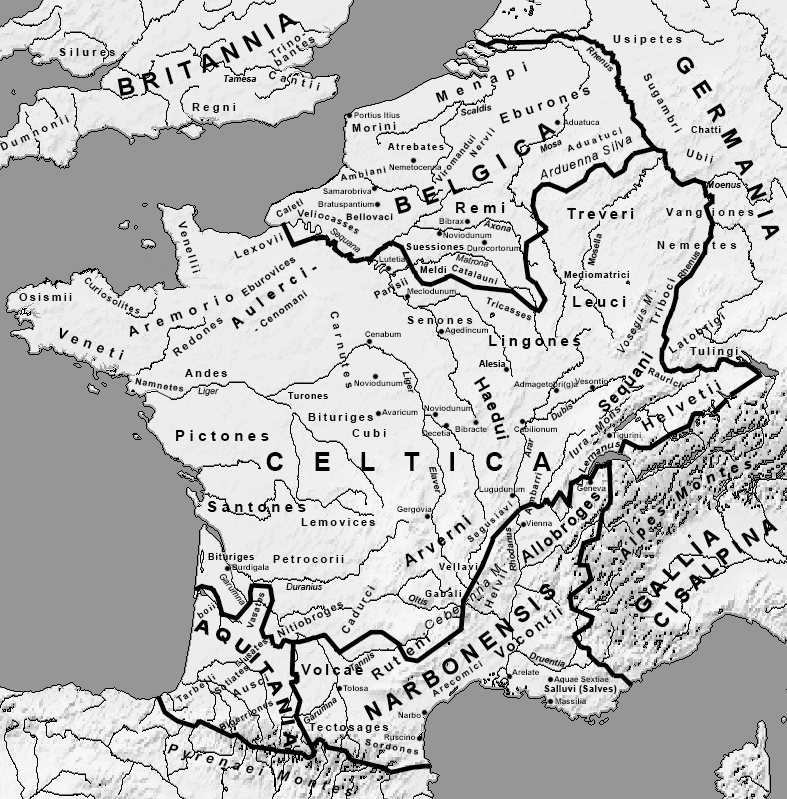
Karte von Gallien zur Zeit Caesars (58 v. Chr.)

Als Gallischer Krieg wird in der althistorischen Forschung die Eroberung des „freien Gallien“ durch den römischen Feldherrn (und späteren Alleinherrscher) Gaius Iulius Caesar in den Jahren 58 bis 51/50 v. Chr. bezeichnet.
Die wichtigste Quelle stellen die von Caesar verfassten Commentarii de bello Gallico dar, deren Buch 8 von Aulus Hirtius verfasst wurde, einem Offizier Caesars. Das Werk, das auch literarisch von Bedeutung ist, erlaubt es, die Feldzüge recht genau zu verfolgen. Dennoch ist das Werk problematisch, da Caesar das Geschehen aus seinem Blickwinkel schilderte. Nur teilweise bieten andere Quellen – wie etwa das Geschichtswerk des Cassius Dio – ein Korrektiv.

## Ursache des Krieges
Im politisch zersplitterten „freien Gallien“ existierte eine Vielzahl von Stämmen, deren Namen vor allem durch Caesar bekannt sind. Sie bestanden entweder mehrheitlich aus Kelten oder es herrschte eine keltische Oberschicht über die ursprünglich einheimische Bevölkerung. Das Königtum war zu Caesars Zeiten faktisch verschwunden und fast überall einer aristokratischen Herrschaftsform gewichen. Einige Stämme wie die Haeduer waren mit Rom verbündet. Gallien geriet teilweise in den Sog verschiedener Migrationen; eine davon bot Caesar den Anlass für eine erste militärische Intervention.
Die Helvetier, die im Gebiet der heutigen Schweiz siedelten, gerieten durch den Germanen Ariovist, einen Fürst der Sueben, unter Druck und beabsichtigten, nach Gallien auszuwandern. Sie wandten sich im Frühjahr 58 v. Chr. an Caesar als den dortigen römischen Statthalter, da sie zu diesem Zweck die römische Provinz Gallia Narbonensis durchqueren wollten, was Caesar aber abwies. Er ließ einen Wall zwischen Jura und Genfersee anlegen, um ihnen einen Durchmarsch unmöglich zu machen. Die Helvetier umgingen daraufhin die römische Provinz. Dennoch zog Caesar Truppen zusammen, darunter zwei in Oberitalien neu ausgehobene Legionen, verließ die Grenzen der römischen Provinz Narbonensis und verfolgte die Helvetier, schlug sie in einer Schlacht bei Bibracte und zwang sie zur Umkehr.
Dieses Vorgehen Caesars ist in der modernen Forschung unterschiedlich beurteilt worden, da es römischen Statthaltern formal untersagt war, ohne staatliche Legitimation außerhalb der Provinzgrenzen militärische Aktionen durchzuführen. Nun existierte aber ein Senatsbeschluss, dass den Haeduern im Falle einer Bedrohung Hilfe zu leisten sei; es ist dabei freilich fraglich, inwiefern Caesar dies nur als Vorwand nahm, um aktiv ins Geschehen eingreifen zu können. Offenbar hatte der Erfolg aber Caesars Ehrgeiz geweckt, der im Rahmen des römischen politischen Systems bestrebt war, in den Jahren seiner Statthalterschaft eine möglichst starke Machtstellung zu erlangen, um so in Rom an Einfluss zu gewinnen. Da die Römer nach ihrer eigenen Vorstellung aber nur gerechtfertigte Kriege führten, konnte Caesar nicht ohne Grund im freien Gallien intervenieren – und fand eine Begründung im Vorgehen des bereits oben genannten Ariovist. Dieser hatte für die Sequaner Krieg geführt und war mit Landschenkungen im heutigen Elsass belohnt worden. Die Ansiedlung der Germanen links des Rheins, der nach seiner Auffassung die Grenze zwischen Gallien und Germanien war, nahm Caesar als Vorwand, um im Sommer 58 v. Chr. gegen diese loszuschlagen: Nach Caesar plante Ariovist, der in düsteren Farben beschrieben wird, die Unterwerfung ganz Galliens, doch ist der Wahrheitsgehalt dieser Aussage (wie manch anderer in Caesars Werk) zweifelhaft. Der Feldzug Caesars, der sich in diesem Zusammenhang zum Schutzherrn „aller Gallier“ aufspielte, war ein voller Erfolg: Ariovists Heer wurde geschlagen, der Suebenfürst selbst entkam nur mit knapper Not.
Bereits viele Zeitgenossen sahen in Caesars Vorgehen nichts anderes als maßlosen Ehrgeiz. Der im 3. Jahrhundert n. Chr. lebende Historiker Cassius Dio weiß sogar davon zu berichten, dass Caesars eigene Offiziere sich geweigert haben sollen, nur aufgrund der Ambitionen ihres Feldherrn einen Krieg vom Zaun zu brechen. Erst durch eine Rede (die kaum so gehalten wurde, wie sie von Cassius Dio beschrieben wird) habe er sie dann zum Kampf bewegen können. Auch Caesars geschickte Argumentation in seinen Commentarii kann nicht darüber hinwegtäuschen, dass der Krieg von ihm gewollt war. Wahrscheinlich hatte er dabei auch das Vorbild seines zeitweiligen Verbündeten Pompeius vor Augen, der Jahre zuvor im Osten sagenhafte Erfolge gefeiert hatte und damit zum ersten Feldherrn der Republik geworden war. In Gallien bot sich nun die Gelegenheit, Pompeius sogar noch zu überflügeln.

## Die Eroberung Galliens (57–53 v. Chr.)

Caesars Feldzüge während des Gallischen Krieges

Im Frühjahr 57 v. Chr. begann Caesar einen Feldzug, dessen Ziel es war, das gesamte freie Gallien von den Alpen bis zum Rhein zu unterwerfen. Eine angebliche Verschwörung der Belger und anderer Gallier diente diesmal als Vorwand. Caesar hatte zu diesem Zweck seine Truppen verstärkt, er verfügte nun über insgesamt acht Legionen (im Sommer 53 v. Chr. stieg diese Zahl auf zehn), wobei freilich nicht alle Truppen im Feld standen und oft auch nicht die volle Sollstärke erreichten. Eine derartige militärische Machtkonzentration in der Hand eines Statthalters musste schon von sich aus den Senat beunruhigen, zumal Caesar die Soldaten in den folgenden Jahren zu einer schlagkräftigen und auf seine Person eingeschworene Truppe formen sollte: Dies war nicht nur dem Charisma Caesars zu verdanken, er verstand es auch, den Truppen immer wieder einen materiellen Anreiz zu bieten. So verdoppelte er ihre Soldzahlungen und betrieb in Gallien regelrechte Raubzüge, die auch seine Kassen füllten.
Caesar konnte sich bei seinem Vorgehen (wenigstens vorerst) auf gallische Bündnispartner wie die Haeduer stützen, die von der römischen Intervention im Jahr zuvor stark profitiert hatten. Caesar nutzte in Gallien die Gegnerschaft verschiedener Stämme immer wieder zu seinen Gunsten aus. Die römischen Truppen drangen rasch nach Norden vor, die Belger wurden in erbitterten Kämpfen unterworfen (wobei etwa der Stamm der Nervier fast vollständig ausgelöscht wurde). Es folgte ein römischer Vorstoß bis zur Atlantikküste. Caesar zufolge war nun „ganz Gallien befriedet“ – was nicht der Realität entsprach. Denn bereits 56 v. Chr. mussten die Römer mehrere Aufstandsbewegungen der Gallier niederwerfen. In den folgenden Jahren führte Caesar in den Sommermonaten mehrere Unterwerfungsfeldzüge gegen die Gallier, die von einem Rheinübergang im Spätsommer 55 v. Chr. und zwei Flottenexpeditionen nach Britannien (im Sommer 55 und im Frühjahr 54 v. Chr.) unterbrochen wurden. Diese dienten wohl vor allem der Demonstration römischer Macht (siehe Caesars Britannienfeldzüge).
Bei seiner Rückkehr aus Britannien im Herbst 54 v. Chr. musste Caesar wieder mehrere Aufstände der Gallier niederschlagen, etwa den der Karnuten, da die Gallier über die Steuern und das Stellen von Hilfstruppen erzürnt waren. Caesar erlitt im November 54 v. Chr. bei Aduatuca die empfindlichste Niederlage des Gallischen Krieges, bei der eine Legion und fünf Kohorten durch die Eburonen unter dem Teilkönig Ambiorix vernichtet wurden. Caesar, der mit drei Legionen in Samarobriva (Amiens) überwintert hatte, wo sich ein großes römisches Vorratslager befand, ging danach gnadenlos gegen die eburonische Zivilbevölkerung vor.
Das Ergebnis war, dass im Jahr 53 v. Chr. die versammelte gallische Nobilität Caesar nachgab und der Hinrichtung der Anführer zustimmte. Weil die Germanen Truppen über den Rhein geschickt hatten, unternahm Caesar einen zweiten Rheinübergang. Nun schien Gallien gesichert zu sein, so dass Caesar die Legionen in ihr Winterquartier entließ. In diese scheinbare Ruhe, gerade als sich Caesar aufgrund innenpolitischer Probleme wieder einmal in Oberitalien befand, brach Anfang 52 v. Chr. der große gallische Aufstand aus.

## Der gallische Aufstand unter Vercingetorix (52 v. Chr.)
Der große Aufstand der Gallier, der das Eroberungswerk Caesars in ernsthafte Gefahr brachte, nahm in Cenabum (Orléans) seinen Anfang: Die Stadt wurde von den Karnuten erobert, die auch mehrere römische Bürger umbrachten. Zum Anführer des Aufstandes wählten die gallischen Oberhäupter einen jungen Arvernerfürsten namens Vercingetorix. Die Versuche des Vercingetorix, die römischen Garnisonen, die in ihren gallischen Winterquartieren lagen, von Caesar zu isolieren, schlugen fehl. Caesars Truppen überschritten die verschneiten Cevennen und eroberten Cenabum zurück. Auch wenn die Gallier die römischen Nachschublinien unter Druck setzten und dabei eine Strategie der verbrannten Erde betrieben, gelang es ihnen nicht, die Römer auszuhungern, die den wichtigen Versorgungsstützpunkt Avaricum einnehmen konnten (siehe Schlacht um Avaricum) und nun ihrerseits in die Offensive gingen. Caesars bester General, Titus Labienus, sollte die gallischen Truppen binden, während Caesar selbst gegen die Arverner losschlagen wollte. In der Schlacht von Gergovia erlitten die Römer jedoch eine Niederlage, die sie zum Rückzug zwang. Auch die Haeduer und einige weitere Stämme, die bisher treu zu Caesar gehalten hatten, schlossen sich nun dem Aufstand an.

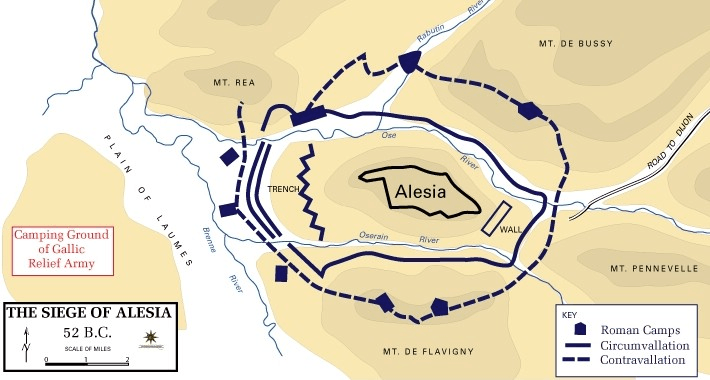
Die Belagerung von Alesia mit dem doppelten Verteidigungsring

Dennoch waren die Römer keineswegs besiegt. Caesar gelang es vielmehr, die Gallier unter Vercingetorix in der Nähe von Dijon in der Schlacht am Armançon noch einmal zurückzuschlagen. Nun folgte der etwas rätselhafte Rückzug des Vercingetorix nach Alesia (Schlacht um Alesia). Der Ort war zwar gut befestigt, aber der Arverner beraubte sich seiner Mobilität. Caesar erkannte den Fehler und handelte rasch: Er legte einen gewaltigen doppelten Belagerungsring um die Stadt, der einerseits die Gallier drinnen, wie auch das anrückende gallische Entsatzheer draußen hielt. Bei den folgenden Angriffen erlitten die Gallier hohe Verluste, während die römischen Verluste begrenzt blieben. Weder dem Entsatzheer noch den ausgehungerten Galliern in Alesia gelang der Durchbruch. Das gallische Heer zog schließlich ab, die eingeschlossenen Gallier ergaben sich Ende September 52 v. Chr. Vercingetorix selbst wurde als Gefangener nach Rom geführt, wo er später hingerichtet wurde.

## Das Ende des Krieges
Caesar ließ seine Truppen nach der Eroberung Alesias Winterquartiere beziehen. Das folgende Jahr 51 v. Chr. war zwar von weiteren Feldzügen, etwa gegen die Karnuten und Treverer, gekennzeichnet; die Gallier hofften wohl, bis zum baldigen Ende von Caesars Statthalterschaft durchhalten zu können. Doch ging Caesar auch aus diesem Grund noch einmal teilweise mit größter Härte vor. In anderen Fällen jedoch schonte er bewusst den Gegner – hier blickt wohl bereits Caesars später sprichwörtliche Milde (clementia) durch, die ihm im folgenden römischen Bürgerkrieg durchaus von Nutzen sein sollte. Nach und nach unterwarfen sich schließlich die noch im Aufstand befindlichen Gallier – als letzte die Kadurker in ihrer Festung Uxellodunum –, denen jetzt auch eine zentrale Führungsgestalt fehlte.
Da die Gallier vom langen und verlustreichen Kampf ohnehin ermüdet waren, nahmen sie nun die römische Herrschaft an, zumal Caesar geschickt führende Adlige für seine Sache gewann. Dennoch war die Bilanz des Gallischen Krieges furchtbar. Auch wenn alle Quellenangaben letztendlich spekulativ sind, so muss der Verlust an Menschenleben immens gewesen sein, zumal auch die Infrastruktur durch Plünderungen oft gründlich zerstört wurde. Das Land war im Jahr 50 v. Chr. militärisch gesichert, es blieb sogar im folgenden Bürgerkrieg, in dem Caesar die im Gallischen Krieg erprobten Truppen gegen Pompeius und die ihn unterstützenden Senatoren einsetzte, ruhig.
Gallien wurde in der Folgezeit rasch romanisiert und zu einem Kernland des Imperiums, in dem sich die entwickelte gallorömische Kultur in der Spätantike sogar noch Jahre nach dem Fall des Weströmischen Reiches halten sollte.

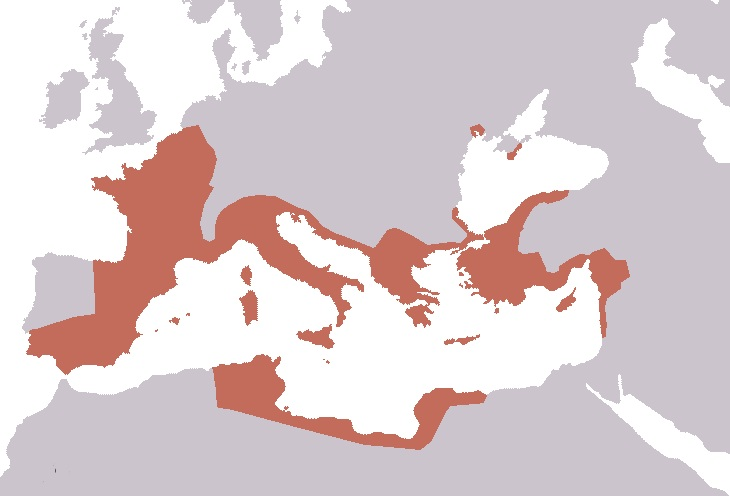
Das Ergebnis der römischen Expansion im Jahre 40 v. Chr.

## Rezeption des Gallischen Krieges
Der Gallische Krieg, insbesondere der gallische Widerstand unter Vercingetorix, der in der Niederlage bei Alesia endete, wurde vor allem im 19. Jahrhundert ein nationaler Mythos in Frankreich, vergleichbar der Heroisierung des Arminius in Deutschland. Zahlreiche Statuen erinnern daher in Frankreich an die Könige und Fürsten der Gallier. Humoristisch nimmt etwa die Comicreihe Asterix diesen Mythos auf, wobei stets betont wird, dass Caesar nicht „ganz Gallien“ eroberte. Der spätantike Historiker Eutropius schreibt in seinem Breviarium ab urbe condita, Caesar habe fere omnem Galliam („fast ganz Gallien“) bezwungen.

## Zeittafel
(alle Angaben v. Chr.)
- 59: Caesar wird Konsul und erhält die Provinzen Illyricum sowie Gallia cisalpina für fünf Jahre zugesprochen. Kurz darauf kommt die Provinz Gallia Narbonensis hinzu.
- 58: Im März beginnen die Helvetier ihren Marsch. Sie werden im späten Juni von Caesar besiegt, der Mitte September auch das Heer Ariovists schlägt.
- 57: Feldzüge gegen die Belger.
- 56: Die Stämme der Menapier und Morini im Nordosten Galliens widerstehen den Römern, die dafür erfolgreiche Feldzüge in Aquitanien und dem Raum der heutigen Normandie unternehmen. Caesars Kommando wird um fünf Jahre verlängert.
- 55: Caesar besiegt germanische Stämme, die über den Rhein gezogen sind, und unternimmt den ersten Rheinübergang. Erste Intervention in Britannien.
- 54: Zweite Britannienexpedition. Im November: Aufstand der Eburonen unter Ambiorix und vernichtende Niederlage römischer Verbände bei Aduatuca.
- 53: Römische Strafexpedition in die Belgica. Verwüstung des Stammesgebietes der Eburonen.
- 52: Zu Beginn des Jahres bricht der gallische Aufstand aus. Im Frühjahr/Sommer fällt Avaricum an die Römer, denen auch Erfolge gegen die Parisii gelingen. Gallischer Sieg bei Gergovia, worauf aber die erfolgreiche römische Belagerung Alesias erfolgt: Vercingetorix kapituliert Ende September.
- 51: Erfolgreiche römische Militäroperationen, der organisierte gallische Widerstand bricht weitgehend zusammen.
- 50: Kleinere römische Operationen in Zentralgallien. Das Land ist militärisch gesichert.
- 49: Beginn des Bürgerkriegs, Caesar überschreitet den Rubicon.